# Joanne Goode
Joanne Goode (n. 17 noiembrie 1972, Harlow, Anglia, Regatul Unit) este o jucătoare de badminton ce a reprezentat Regatul Unit al Marii Britanii și al Irlandei de Nord, medaliată olimpică. A participat la 2 ediții ale Jocurilor Olimpice (1996, 2000) în care a câștigat o medalie de bronz.